# Tillbaka till samtiden
Tillbaka till samtiden är gruppen Kents sjunde studioalbum, utgivet 2007. Redan den 11 oktober, sex dagar före släppet, läckte albumet ut på internet, och den 12 oktober levererades de första skivorna från cdon.com.
Albumet bekräftades genom ett pressmeddelande på bandets officiella webbplats den 18 juli 2007 då turné och titel nämndes.
För albumet fick bandet en Grammis i kategorin "Årets album". och Rockbjörnen i kategorin "Årets svenska skiva". 

## Låtförteckning
Text: Joakim Berg. Musik: Joakim Berg (1, 3, 8, 9, 11) och Joakim Berg/Martin Sköld (2, 4, 5, 6, 7, 10).
Låtlistan publicerades av norska Sony BMG. Nyheten togs snabbt bort från hemsidan eftersom den publicerades av misstag. Låtlistan bekräftades dock strax därefter på Kents officiella webbplats.
1. Elefanter - 5:21
2. Berlin - 4:36
3. Ingenting - 4:17
4. Vid din sida - 4:58
5. Columbus - 4:30
6. Sömnen - 4:08
7. Vy från ett luftslott - 4:25
8. Våga vara rädd - 4:01
9. LSD, någon? - 4:20
10. Generation ex - 4:30 (sång Camela Leierth)
11. Ensammast i Sverige - 8:20

## Turné
I samband med det nya albumet genomfördes en turné i Norden med konserter i Sverige, Norge, Danmark och Finland. Turnén inleddes i Helsingfors den 4−6 november 2007 (3 spelningar) och har därefter konserter i Stockholm (4 spelningar), Göteborg (3 spelningar), Oslo (3 spelningar), Trondheim (1 spelning), Lund (2 spelningar) och Köpenhamn (2 spelningar).
Under början av 2008 genomfördes en ny turné i Norden, då bandet besökte mindre städer i Norge, Sverige, Danmark och Finland. Turnén startade den 23 januari 2008 i Ås, Norge och avslutades den 23 mars i Malmö. Som förband under turnén spelade artisten Familjen.

## Listplaceringar
| Lista (2007-2008) | Topplacering |
| ----------------- | ------------ |
| Danmark           | 5            |
| Finland           | 3            |
| Norge             | 2            |
| Sverige           | 1            |

### Fotnoter
1. ↑  ”Svensk mediedatabas”. http://smdb.kb.se/catalog/id/002183906. Läst 3 juni 2011.
2. ↑  ”Grammis”. Arkiverad från originalet den 17 mars 2012. https://web.archive.org/web/20120317055524/http://www.ifpi.se/wp/wp-content/uploads/100428-lc-vinnare-genom-%C3%A5ren.pdf. Läst 1 maj 2011.
3. ↑  ”Aftonbladet”. 24 januari 2008. http://www.aftonbladet.se/nojesbladet/article11342600.ab. Läst 2 maj 2011.
4. ↑  Kent - Tillbaka till samtiden, Sonybmg.no, hämtat 22 september 2007
5. ↑  Danishcharts - Tillbaka till samtiden på den danska albumlistan
6. ↑  Finnishcharts - Tillbaka till samtiden på den finländska albumlistan
7. ↑  Norwegiancharts - Tillbaka till samtiden på den norska albumlistan
8. ↑  Swedishcharts - Tillbaka till samtiden på den svenska albumlistan